# 地上BGM
『地上BGM』（ちじょうビージーエム）は、1985年に発売されたファミリーコンピュータ用ゲーム『スーパーマリオブラザーズ』の地上ステージで流れるBGMである。
任天堂のサウンドデザイナーである近藤浩治が同タイトルのために作曲した6つのテーマ曲のうちの1つで、近藤はこの曲を作曲するのが最も難しいと考えていた。
楽曲はハ長調で、シンコペーションを多用したスウィング調のリズムが特徴である。曲はファミコンの8ビットハードの音の制限の中で作曲されているが、より強力なサウンドハードを搭載した後の作品では、スティールドラムを中心としたカリプソの曲として採譜されることが多い。その後、この曲はシリーズのテーマとなり、ほとんどのタイトルで定着している。任天堂が発売した他のゲームでも再利用や、リミックスされたりしている。また、その文化的重要性から2023年にビデオゲームの音楽としては初めてアメリカの全米録音資料登録簿に登録された。

## 作曲

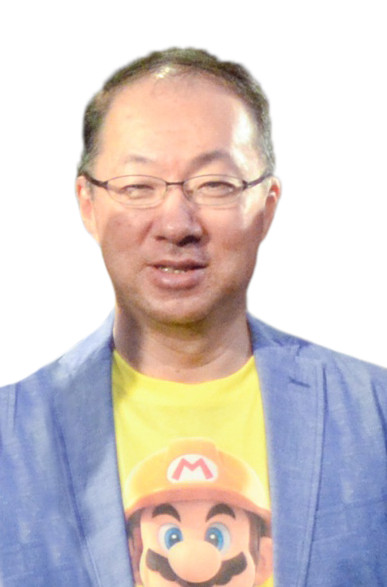
地上BGMの作曲者である近藤浩治（2015年）

『スーパーマリオブラザーズ』のサウンドトラック6曲のうち、この曲の作曲が最も時間を要したと作曲者の近藤浩治は語っている。近藤が一曲を作成してそれをチームがゲームに組み込んで試した。アクションを引き立てなかったり、マリオの走る・跳ぶ動作とうまく合わなかったり、効果音との調和が取れなければ、その曲は破棄された。近藤は小型キーボードだけを使って作曲した。
この曲の作曲には、T-SQUAREの1984年の楽曲「Sister Marian」からの影響がみられる。『Game Maestro Vol. 3』による2001年のインタビューで、近藤は「マリオの地上BGMは日本のフュージョンバンドT-SQUAREの影響もあるかもしれない。彼らのリズムは日本人にとって馴染みやすい」と述べている。スーパーマリオブラザーズの最初期に作られたテーマは、単純にマリオが広い空間を走り回るプロトタイプに合わせて作られていた。近藤は、この初期テーマはテンポも遅く、力の抜けた雰囲気だったと語っている。ゲーム内容が変更される中で、そのテーマが合わなくなり、テンポを上げるなどして作り直した。作曲のアイデアは日常生活の中で思い浮かぶことが多いと近藤は述べている。
近藤はスーパーマリオブラザーズのサウンドトラック制作において、完全な創作上の自由を与えられており、ゲームディレクターの宮本茂と日々やりとりを重ねて協力した。宮本は好みの楽譜やレコードを近藤に見せていたが、具体的な注文はしなかった。曲にはラテンのリズムが使われている。残り時間が100未満になるとBGMのテンポが加速する。2007年のGame Developers Conferenceにて、近藤はこの曲について、リズム、バランス、インタラクティビティを備えていると語り、スーパーマリオブラザーズのキャラクターの動きやボタン操作が音楽とシンクロする様子を短い映像で実演した。また、この曲はシリーズのアクション性を反映しているとも付け加えた。近藤は、今後この曲よりキャッチーな楽曲を作れるか自信がないとも述べている。

## 他メディアでの使用
本楽曲は、アニメ映画『スーパーマリオブラザーズ ピーチ姫救出大作戦!』、テレビアニメ『The Super Mario Bros. Super Show!』、および『ザ・スーパーマリオブラザーズ・ムービー』など、数多くの他メディア作品でも使用されている。

### 歌詞
日本語の歌詞は、1985年にラジオ番組『小峯隆生のオールナイトニッポン』のファンによって最初に応募された。その後、歌詞付きバージョンは1986年に「GO GO マリオ!!」というタイトルで発売された。この曲はプリンセス・ピーチによって歌われており、歌声が谷山浩子が担当している。この曲は「マリオの大冒険」というタイトルでレコードとしても発売された。
1989年のアニメ『The Super Mario Bros. Super Show!』では、全く異なる別の歌詞がエンディングテーマ用に作られている。「Do the Mario」と題されたこの曲は、ルー・アルバーノ演じるマリオが番組視聴者に向かって「マリオダンス」をするよう呼びかける内容になっている。

### 演奏
この曲は1986年のオールナイトニッポンで初めて生演奏された。また「PLAY! Chicago」、「コロンバス交響楽団」、「Mario & Zelda Big Band Live」、「Play! A Video Game Symphony」等、多くのコンサートで取り上げられている。Video Games Liveでは近藤浩治自らが演奏を担当した。また、同曲は『ザ・トゥナイト・ショー・スターリング・ジミー・ファロン』でも二度演奏されており、2016年にはマリオシリーズの生みの親である宮本茂とギターで、2023年には映画『ザ・スーパーマリオブラザーズ・ムービー』のキャスト、宮本茂、イルミネーションのCEOであるクリス・メレダンドリと共に他の楽曲と合わせてアカペラで演奏された。

### 楽譜
長年にわたり、任天堂は近藤浩治による公式な楽譜を公開してこなかった。2011年にAlfred Musicがスーパーマリオブラザーズの音楽をピアノおよびギター用に公式ライセンスで楽譜集として発売。2013年には『New スーパーマリオブラザーズ Wii』用の楽譜集3冊と、スーパーマリオブラザーズのジャズアレンジ楽譜も刊行された。

## 評価
『Wired.com』の編集者であるクリス・コーラーは、近藤浩治についての記事で、このBGMは世界でもっとも有名な曲の一つであり、「一度頭に入ると離れない」と評している。『1UP.com』のジェレミー・パリッシュは、この曲をゲーム史上もっとも印象的な楽曲の一つと呼んでいる。Netjakのリック・ヒーリーは、MTVが80年代を代表する曲を作ろうとしたが、任天堂が地上BGMで先んじたとコメントした。『The Michigan Daily』の編集者であるジェフ・ディッカーソンとルーク・スミスは、ランダムな学生にBGMを口ずさんでもらえば、おそらくすべての音を正確に再現できるだろうと述べた。1UP.comのサム・ケネディも、80年代を体験した人なら誰でもこのBGMを口ずさめるし、今でも多くの人が覚えていると語っている。
ゲーム音楽作曲家のトミー・タラリコは、近藤浩治が音楽に携わるきっかけとなった存在だとし、このBGMを聴いた時初めて「ゲーム音楽が本当に存在する」と思ったとコメントしている。マリオの声優のチャールズ・マーティネーは、「初めてマリオをプレイした時、夕方4時から朝日が昇るまで夢中になった。ベッドで横になって目を閉じても、あの音楽が頭の中で響いていた」と語っている。元『ファイナルファンタジー』シリーズ作曲家の植松伸夫は、近藤浩治をゲーム音楽業界で最高の作曲家の一人と絶賛し、地上BGMは誰もが決して忘れないだろう、さらに「日本の新しい国歌にすべきだ」とも語った。近藤とのインタビューで、1UP.comの編集者であるサム・ケネディはポールとリンダ・マッカートニーが来日し、このBGMを楽しんだと述べている。
このBGMの着信音バージョンはアメリカで非常に人気が高く、2004年11月時点で112週連続でダウンロードランキングトップ10に入っていた。2006年にはアメリカだけで約747,900件の売上を記録し、2010年にはゴールド認定を受けている。
2023年、地上BGMはアメリカ議会図書館によって全米録音資料登録簿に登録された。これは「国の記録音遺産における文化的、歴史的、または美的な重要性」に基づくものであるとされた。このBGMは、ビデオゲームから初めて保存対象に選ばれた楽曲となった。